# Lijst van voetbalinterlands Bosnië en Herzegovina - Portugal (vrouwen)
Deze lijst van voetbalinterlands is een overzicht van alle officiële voetbalinterlands tussen de nationale vrouwenteams van Bosnië en Herzegovina en Portugal. De landen hebben tot nu toe twee keer tegen elkaar gespeeld.

## Wedstrijden
| № | Plaats | Datum        | Competitie           | Wedstrijd                        | Uitslag |
| - | ------ | ------------ | -------------------- | -------------------------------- | ------- |
| 1 | Leiria | 5 april 2024 | EK 2025 kwalificatie | Portugal − Bosnië en Herzegovina | 3 − 0   |
| 2 | Zenica | 12 juli 2024 | EK 2025 kwalificatie | Bosnië en Herzegovina − Portugal | 0 − 0   |

## Samenvatting
| Competitie      | Totaal gespeeld | Winst Bosnië en Herzegovina | Gelijk | Winst Portugal | Doelsaldo Bosnië en Herzegovina – Portugal |
| --------------- | --------------- | --------------------------- | ------ | -------------- | ------------------------------------------ |
| EK-kwalificatie | 2               | 0                           | 1      | 1              | 0 − 3                                      |
| Totaal          | 2               | 0                           | 1      | 1              | 0 − 3                                      |